# Йон Дал Томасон
Йон Дал Томасон (на датски Jon Dahl Tomasson) е бивш датски футболист, понастоящем треньор. Роден е на 29 август 1976, в Копенхаген. Между 2004 и 2010 г. е капитан на националния отбор по футбол на Дания. Един от най-добрите датски футболисти за всички времена.
Томасон започва кариерата си през 1992 в отбора на Кьоге. Талантът му бързо е забелязан и през 1994 той подписва договор с холандския Хееренвеен. Преминава през Хееренвеен (1994 – 1997), Нюкасъл (1997 – 1998), Фейенорд (1998 – 2002), Милан (2002 – 2005) и Щутгарт (2005 – 2007). От 2007 г. е пратен под наем във Виляреал. От 2008 до 2011 г. е играч на холандския „Фейенорд“. Носител на титлата от Шампионската лига през 2003 г. и шампион на Италия през 2004 г. с отбора на Милан.
За Дания играе от 1997 до 2010 и има 112 участия и 52 гола, като е и футболистът с най-много голове с националната фланелка.